# Teletón 2021 (Chile)
La Teletón 2021 fue la trigésima segunda versión de la campaña solidaria realizada en Chile con el fin de recaudar fondos para la rehabilitación de personas con discapacidad física. En esta ocasión, el lema oficial fue «Todos los días», tal como ocurrió en la versión anterior y los niños embajadores fueron Ian Vega y Renata Ulloa. Se realizó el 3 y 4 de diciembre, en plena pandemia por coronavirus, y se prolongó por alrededor de 28 horas. Mario Kreutzberger confirmó que esta sería su última Teletón como conductor principal, tras 43 años ininterrumpidos de campaña. Sin embargo, el seguirá participando de la cruzada en los años siguientes. Al contrario de la campaña anterior, en esta oportunidad sí hubo meta por cumplir: $34 703 593 204.
La transmisión se realizó en el Teatro Teletón con un formato híbrido —el cierre no se llevó a cabo en el Estadio Nacional por el contexto de la pandemia—, contando con la presencia de varios artistas chilenos y extranjeros. El último cómputo de la maratón ascendió a $ 35 248 655 075, superando por poco la meta. Sin embargo, la recaudación final, entregada el 18 de enero de 2022, llegó a los $ 45 407 877 711 (US$ 52 684 075), superando la meta inicial en un 30,84% y el recaudo de la campaña anterior en más de $ 5 mil millones.

## Campaña

### Lanzamiento
El lanzamiento oficial de la campaña se realizó el 14 de septiembre en el Instituto Teletón de Santiago. El himno oficial de la campaña se lanzó el 25 de noviembre de 2021, interpretado por Seo2, Flor de Rap, Dunga y Sonido Ácido con la participación de los niños embajadores Ian y Renata.

### Matinatón
Como es tradición hace algunos años, este año nuevamente se realizó la "Matinatón", evento donde los programas Tu día (Canal 13), Buenos días a todos (TVN), Contigo en la mañana (Chilevisión), Mucho gusto (Mega), y TCNX Matinal (TVR) y sus conductores se reunieron en las horas previas a la cruzada solidaria para realizar este bloque especial junto con Don Francisco. El evento se realizó desde las 12:00 a las 12:45 del viernes 3 de diciembre en los estudios de Mucho gusto. Destacar que al igual que con la transmisión principal, La Red ni sus rostros participaron de este programa.

## Transmisión
La transmisión del evento fue realizada en conjunto por todos los canales de televisión agrupados en ANATEL, con la excepción de La Red, que decidió no participar en esta campaña:
- Telecanal
- TV+
- TVN/TV Chile
- Mega
- Chilevisión
- Canal 13/13i
- Telenorte
- TVR
- Vía X
- Zona Latina

Además fue emitida por los canales regionales agrupados en ARCATEL y por primera vez en televisión paga a través de Vía X y Zona Latina.

«Es primera vez en la historia de la Teletón que esta se emite por cable. Eso no solo nos tiene contentos por la masividad»
Benjamín Díaz

### Radios
Además fue transmitida por radiodifusoras asociadas en la Archi:
- ADN Radio Chile
- Radio Agricultura
- Radio Bío-Bío
- Radio Cooperativa
- Radio Portales
- Radioactiva
- Radio Carolina
- Radio La Clave
- Radio Concierto
- Los 40
- Disney Chile
- Radio Imagina
- Radio Pudahuel
- Rock & Pop
- Play FM
- Sonar FM
- Tele13 Radio
- Radio Festival
- Radio Azúcar

#### Programación
| Horario                                | Bloque            | Contenido y presentaciones musicales |
| -------------------------------------- | ----------------- | --- |
| 22:00 - 01:15                          | Obertura          | Con un saludo de ANATEL y sus canales asociados se dio inicio a la campaña solidaria. Luego del musical de la ciclodanza, se mostraron imágenes del nadador Alberto Abarza, quién ganó tres medallas en los Juegos Paralímpicos de Tokio 2020. Karen Doggenweiler y Julián Elfenbein abrieron el segmento de obertura y conversaron precisamente con el nadador paralímpico. Luego presentaron a los integrantes de la Mesa Digital y acto seguido se hizo presente Mario Kreutzberger con su tradicional discurso motivacional. Minutos después, el presidente de la República Sebastián Piñera y la primera dama Cecilia Morel se hicieron presentes en el escenario del teatro con su discurso para convocar a la ciudadanía a colaborar con la campaña. La familia Luksic entregó una donación de $1 500 000 000 (mil quinientos millones de pesos). Además, se presentó el grupo humorístico "Fusión Humor" en el tradicional "Carpoolton". También se exhibió la historia de Luis Miranda, joven de Vicuña que nació con asfixia y que al terminar el reportaje sobre su vida se presentó en el escenario del teatro con una rutina de humor tipo stand-up comedy. Presentaciones musicales: - Rodrigo Díaz y Ciclodanza — "Cuando nadie me ve" (canción de Alejandro Sanz) - Myriam Hernández — "Hasta aquí", "Ya es tarde" - José Luis Rodríguez — "Ni hablar del peluquín" - Luis Jara — "Un golpe de suerte", "Hay amores" (Dúo con Soledad Pastorutti)(Canción de Shakira) - Soledad Pastorutti — Medley ("Tal como siento", "Aunque me digas que no") |
| 01:15-07:00                            | Carrete-ton       | Segmento dedicado al público juvenil bajo el nombre de "Carrete-tón", y en donde se incluyó contenido digital, mezclado con humor, música y juegos. Se presentó el humorista Rodrigo González con su rutina de stand-up comedy. Luego de aquello se exhibió en vivo y en directo un eclipse total de sol en la Antártica que coincidió con el desarrollo de la Teletón, algo inédito en la historia del evento televisivo. El profesor y astrónomo José Maza fue el encargado de explicar dicho fenómeno astronómico. Además, se presentó la rutina humorística "Star Bar, el bar de las galaxias" junto a destacados comediantes y conductores de televisión. El "Carpoolton" estuvo a cargo de Nataly Chilet, Beto Cuevas y Yuhui; y en paralelo se desarrolló la final del torneo e-sports de FIFA con los relatos de Alberto Jesús López, transmitido en el sitio web de la Teletón. Presentaciones musicales: - Polimá WestCoast - Leo Rey — Mix de sus mejores éxitos musicales - Flor de Rap — "Inmarchitable", "Si se puede" (dúo con Carlitos Jr.) - Batalla de Gallos estilo Freestyle - Sonora Cuarentena — Mix de éxitos de cumbia (junto con Garras de Amor y La Noche) |
| 07:00-13:00                            | Levántate papito  | Bloque matutino donde Mario Kreutzberger visitó junto a Gino Costa la Casa de la Cultura de la comuna de San Bernardo en donde compartió con los vecinos el tradicional desayuno. Además se desarrolló el segmento infantil, el clásico bloque de todos los tiempos, pensado para los niños y la familia. Se exhibió un video con los mejores momentos del evento televisivo durante la noche y la madrugada. El "Carpoolton" estuvo a cargo de Catalina Edwards y Gustavo Huerta, quienes desde Puerto Montt viajan de regreso a Santiago haciendo paradas intermedias. A su vez Francisco Saavedra y Jorge Zabaleta estuvieron presentes en la Museotón, donde obras de niños que se atienden en los institutos fueron subastadas a través de la Aplicatón. En este segmento Don Francisco anunció que el cantante Ricardo Montaner no pudo estar en el evento debido a complicaciones con el avión que lo transportaría desde el Aeropuerto Internacional de Miami hasta el Aeropuerto Internacional Arturo Merino Benítez de Santiago. Presentaciones musicales: - Jordan — Mix de sus mejores éxitos musicales - Los Chenitas — Mix de cuecas (desde San Bernardo) - Rosanita —"Baila", "Real Love" (junto a Flor de Rap) - El Circo de Pastelito y el Tachuela Chico - El perro Chocolo y sus amigos - Sinergia Kidz - Gustavo Becerra y la banda "Swing del Mono" — "Te espero" (canción de Charles Aznavour) |
| 13:00 - 13:30                          | Noticiero Teletón | Desde los estudios de Teletrece de Canal 13 con Davor Gjuranovic, Cristina González, Mónica Rincón y Claudia Salas. Con la excepción de TV+. |
| 13:30 - 17:00                          | Vespertino        | Segmento en donde se rememoraron los mejores momentos de las ediciones anteriores de la Teletón a través del sitio web "Teletón TV". y se siguieron exhibiendo historias de superación de diversos pacientes que se atienden en los institutos de rehabilitación. También hubo un carpool con Willy Sabor acompañado por Karen Doggenweiler, quien fue a la casa de Coco Legrand para realizar una nota con el comediante luego de sufrir un accidente en su moto. Se presentó el reportaje de Renata Ulloa, niña embajadora de esta edición. Presentaciones musicales: - Coreografía del recuerdo con música de diversos cantantes - Daniela Castillo — "Trampa de Cristal", "Nada de na" (Dúo con Franco El Gorila) - Luis Lambis — "Le hace falta un beso", "Ya te olvidé" - Super banda de los 80 — Mix de grandes éxitos de la década ochentera - Vesta Lugg — "A las desatadas", "Violeta" |
| 17:00 - 21:05                          | Estelar           | Bloque vespertino en donde se continuaron mostrando historias de esfuerzo y superación, y que buscaban seguir motivando a los chilenos a colaborar. Se presentó el reportaje de Ian Vega, niño embajador de esta edición. Participantes de los programas “The Covers” y “Yo Soy” repasaron éxitos de la música en formato "Radiotón". Además se realizó un homenaje a personajes de la televisión que en algún momento colaboraron con la campaña solidaria. A las 21:03 horas se entregó el último cómputo del segmento y fue de $ 18.627.550.432.- Radiotón: - Boris Saavedra (Doble de Luis Fonsi) - "Despacito" - Camila Chacón (Doble de Mon Laferte) - "Tu falta de querer" - Karen Rivera (Doble de Yuri) - "Qué te pasa" - Sebastián Landa (Doble de José Feliciano) - "¡Ay, cariño!" - Nicolás Cid (Doble de Steve Perry) - "Don't Stop Believin'" - Fabián Alvear (Doble de Sandro) - "Rosa Rosa" - Iván Gac (Doble de Brian Johnson) - "Back in black" - Agustín Maluenda (Doble de Juan Gabriel) - "El Noa-Noa" Presentaciones musicales: - Orquesta Filarmónica Atacama — "Si vas para Chile" (original de Chito Faró), "Tonada a Manuel Rodríguez" (original de Pablo Neruda), "Reina del Tamarugal" (original de Calichal) - Ian Vega — "Día a día" (niño embajador) - Banda musical de periodistas (Ángeles Araya, Álvaro Paci, José Luis Reppening, Antonio Mondaca, Rodrigo Sepúlveda) — Mix de éxitos musicales de los 70's y 80's - Francisca Sfeir — "Desde mi lugar" (compuesta por Millaray Fuentes, paciente de la Teletón) - Silvestre Dangond — "Justicia", "Las locuras mías"                                                                                              |
| Noticieros de cada canal (21:05-22:00) |                   | |
| 22:05 - 01:55                          | Cierre            | Bloque de clausura de la campaña solidaria desde el Teatro Teletón en el cual se presentaron diversos artistas, se exhibieron las últimas historias de superación y esfuerzo, y se entregaron las donaciones más importantes. Conducido por Mario Kreutzberger, Cecilia Bolocco, Julián Elfenbein, Millaray Viera, Karen Doggenweiler y Rafael Araneda. El humor corrió por cuenta de Stefan Kramer con un video en donde imitó a Don Francisco, Mauricio Isla, Claudio Bravo, y luego en el escenario realizó una imitación del delantero de la Selección Chilena Ben Brereton Díaz. El presidente de la CPC Juan Sutil hizo la mayor donación de la campaña: $2 000 000 (dos mil millones de pesos). A las 01:47 horas del domingo 5 de diciembre, se entregó el último cómputo, que fue de $35 248 655 075 (treinta y cinco mil doscientos cuarenta y ocho millones seiscientos cincuenta y cinco mil setenta y cinco pesos). Luego del discurso de agradecimiento de Don Francisco, todos los conductores y el público en el teatro cantaron el Himno Nacional, y con ello se cerró la trigésima segunda versión de la campaña. Presentaciones musicales: - Carolina Soto, Alejandra Gardner, Tita Parra y Denisse Malebrán — "Gracias a la vida" (original de Violeta Parra) - La Sonora de Tommy Rey y Escuela de Arte Teletón — Mix de grandes éxitos - Ian Vega y Renata Ulloa — "Hacer sentido" (Himno Teletón 2021) - Axé Bahía — Mix de grandes éxitos - Tomo Como Rey — Mix de grandes éxitos - Los Chacareros de Paine — Mix de sus mejores canciones - Osmani García — "La reina mía", "Amiga mía" - Coreografía del Dúo Power Peralta - José Luis Rodríguez — "Agarrense de las manos" |

## Participantes
| Los artistas que se presentaron son: - Stefan Kramer - Jordan - Los Chenitas - Flor de Rap - Swing del Mono - Daniela Castillo - / Vesta Lugg - Emilia Dides (Emi D) - Carolina Soto - Tita Parra - Tommy Rey - Tomo Como Rey - Chacareros de Paine - El Circo de Pastelito y Tachuela Chico - El Perro Chocolo - Sinergia - Myriam Hernández - Soledad - José Luis "Puma" Rodríguez - Osmani García - / Silvestre Dangond - Luis Lambis - / Franco "El Gorila" - Axé Bahía | Los presentadores que participaron del evento televisivo son los siguientes: - Mario Kreutzberger - Diana Bolocco - Pancho Saavedra - Karen Doggenweiler - Julián Elfenbein - Martín Cárcamo - Cecilia Bolocco - José Miguel Viñuela - Cristián Sánchez - Rafael Araneda - Millaray Viera - Daniel Fuenzalida - María Luisa Godoy - Karla Constant - Luis Jara | Los que participaron en la mesa digital son: - Angélica Castro - Mark González - Kanela - Titi García-Huidobro - Juan Pablo Queraltó - Germán Garmendia - Natalia Duco - Alberto Abarza - Rodrigo Sepúlveda - Kika Silva - Pamela Leiva - Carolina Escobar - Pastelito - Ignacia Antonia |

## Recaudación

### Cómputos parciales
En esta edición se retomó el sistema tradicional de contabilización de las donaciones de las empresas auspiciadoras, utilizado entre 1978 y 2003, y entre 2015 y 2018. Con esto, la donación de cada auspiciador ingresó en el monto recaudado solamente cuando la empresa se presentó en el escenario del Teatro Teletón.
| Hora       | Pesos $        | % Meta  | Dólares USD | Euros €    |
| ---------- | -------------- | ------- | ----------- | ---------- |
| 22:17      | 107 760        | < 0,01% | 125         | 115        |
| 00:10      | 1 992 625 213  | 5,74%   | 2 369 183   | 2 094 120  |
| 01:19      | 3 079 048 707  | 8,87%   | 3 660 914   | 3 235 882  |
| 05:50      | 5 573 271 229  | 16,06%  | 6 626 484   | 5 857 149  |
| 09:13      | 5 898 650 228  | 17%     | 7 019 393   | 6 204 442  |
| 11:01      | 6 526 858 921  | 18,81%  | 7 574 486   | 6 986 575  |
| 12:17      | 7 194 938 163  | 20,73%  | 8 349 798   | 7 701 710  |
| 12:57      | 7 900 941 034  | 22,77%  | 9 169 122   | 8 457 440  |
| 17:14      | 9 263 151 795  | 26,69%  | 11 023 150  | 9 743 362  |
| 17:54      | 11 063 817 093 | 31,88%  | 13 165 942  | 11 637 376 |
| 19:59      | 13 173 841 420 | 37,96%  | 15 676 871  | 13 856 787 |
| 20:29      | 16 184 698 227 | 46,64%  | 19 259 790  | 17 023 729 |
| 21:04      | 18 627 550 432 | 53,68%  | 22 166 785  | 19 593 221 |
| 22:30      | 20 146 355 894 | 58,05%  | 23 974 163  | 21 190 763 |
| 23:37      | 25 221 435 412 | 72,68%  | 30 013 508  | 26 528 939 |
| 00:32      | 28 850 162 837 | 83,13%  | 34 331 694  | 30 345 784 |
| 00:56      | 32 319 101 679 | 93,13%  | 38 307 411  | 33 859 920 |
| 01:47      | 35 248 655 075 | 101,57% | 41 945 899  | 37 075 981 |
| 18/01/2022 | 45 407 877 711 | 130,84% | 52 684 075  | 48 606 163 |

### Aportes de marcas auspiciadoras
En esta versión fueron 24 los auspiciadores de la campaña:
| Empresa           | Marca           | Giro                                | Monto en pesos    | Monto en dólares  | Monto en euros    |
| ----------------- | --------------- | ----------------------------------- | ----------------- | ----------------- | ----------------- |
| Banco de Chile    | Banco de Chile  | Banco                               | $1 750 000        | $2 082 500        | 1 840 721 €       |
| Betterfly         | Betterfly       | App de beneficios para trabajadores | $400 000          | $476 000          | 420 736 €         |
| Softys            | Babysec         | Pañales                             | $552 777 661      | $657 805          | 581 434 €         |
| Softys            | Confort         | Papel higiénico                     | $552 777 661      | $657 805          | 581 434 €         |
| Softys            | Cotidian        | Pañales para adultos                | $552 777 661      | $657 805          | 581 434 €         |
| Softys            | Nova            | Papel absorbente                    | $552 777 661      | $657 805          | 581 434 €         |
| Softys            | Elite           | Productos de aseo varios            | $552 777 661      | $657 805          | 581 434 €         |
| CCU               | Cachantún       | Agua mineral                        | $902 554 300      | $1 074 039        | 949 343 €         |
| CCU               | Bilz y Pap Zero | Gaseosa                             | $902 554 300      | $1 074 039        | 949 343 €         |
| CCU               | Cerveza Cristal | Cerveza                             | $902 554 300      | $1 074 039        | 949 343 €         |
| CCU               | Watt's          | Néctar y jugo de frutas             | $902 554 300      | $1 074 039        | 949 343 €         |
| Claro Chile       | Claro           | Telecomunicaciones                  | $368 218 879      | $438 180          | 387 307 €         |
| Colún             | Colún           | Quesos y otros lácteos              | $252 090 000      | $275 000          | 230 589 €         |
| Copec             | Copec           | Gasolinera                          | $465 000          | $553 350          | 489 106 €         |
| Enel Chile        | Enel            | Energía eléctrica                   | $310 000          | $368 900          | 326 070 €         |
| LATAM Airlines    | LATAM           | Aerolínea                           | No fue presentado | No fue presentado | No fue presentado |
| Unilever          | Omo             | Detergentes                         | $163 082 554      | $193 901          | 171 389 €         |
| Papa John's Pizza | Papa John's     | Cadena de pizzerías                 | $500 000          | $595 000          | 525 921 €         |
| Ripley            | Ripley          | Tiendas por departamento            | $210 557 489      | $250 348          | 221 282 €         |
| Soprole           | Soprole         | Productos lácteos                   | $375 000          | $445 866          | 394 100 €         |
| Agrosuper         | Super Pollo     | Productos avícolas                  | $430 000          | $511 700          | 452 292 €         |
| Cambiaso Hermanos | Superior        | Bolsas de basura                    | $380 000          | $451 810          | 399 356 €         |
| Cambiaso Hermanos | Té Supremo      | Té                                  | $380 000          | $451 810          | 399 356 €         |
| Total             | Total           | Total                               | $7 347 378 650    | $6 971 848        | 7 840 340 €       |